# Husband E. Kimmel
Husband Edward Kimmel (n. 26 februarie 1882 – d. 14 mai 1968) a fost un contraamiral american, din timpul celui de-Al Doilea Război Mondial.
Kimmel a fost amiral în timpul Atacului de la Pearl Harbor, comandant al Flotei americane din Pacific.   
După atacul japonez împreună cu generalul Walter Short a fost demis și degradat la gradul de contraamiral, grad cu care s-a retras. 
În 1942 a fost investigat de un tribunal militar, care l-a găsit vinovat. În timpul investigației și după aceea toată viața, Kimmel a susținut că nu a fost suficient informat și că s-a făcut din el țap ispășitor.
A murit în 1968 în Groton.